# Ларсен, Николай
Николай Оппен Ларсен (дат. Nicolai Oppen Larsen; родился 9 марта 1991 года, Дания) — датский футболист, вратарь клуба «Силькеборг».

## Клубная карьера

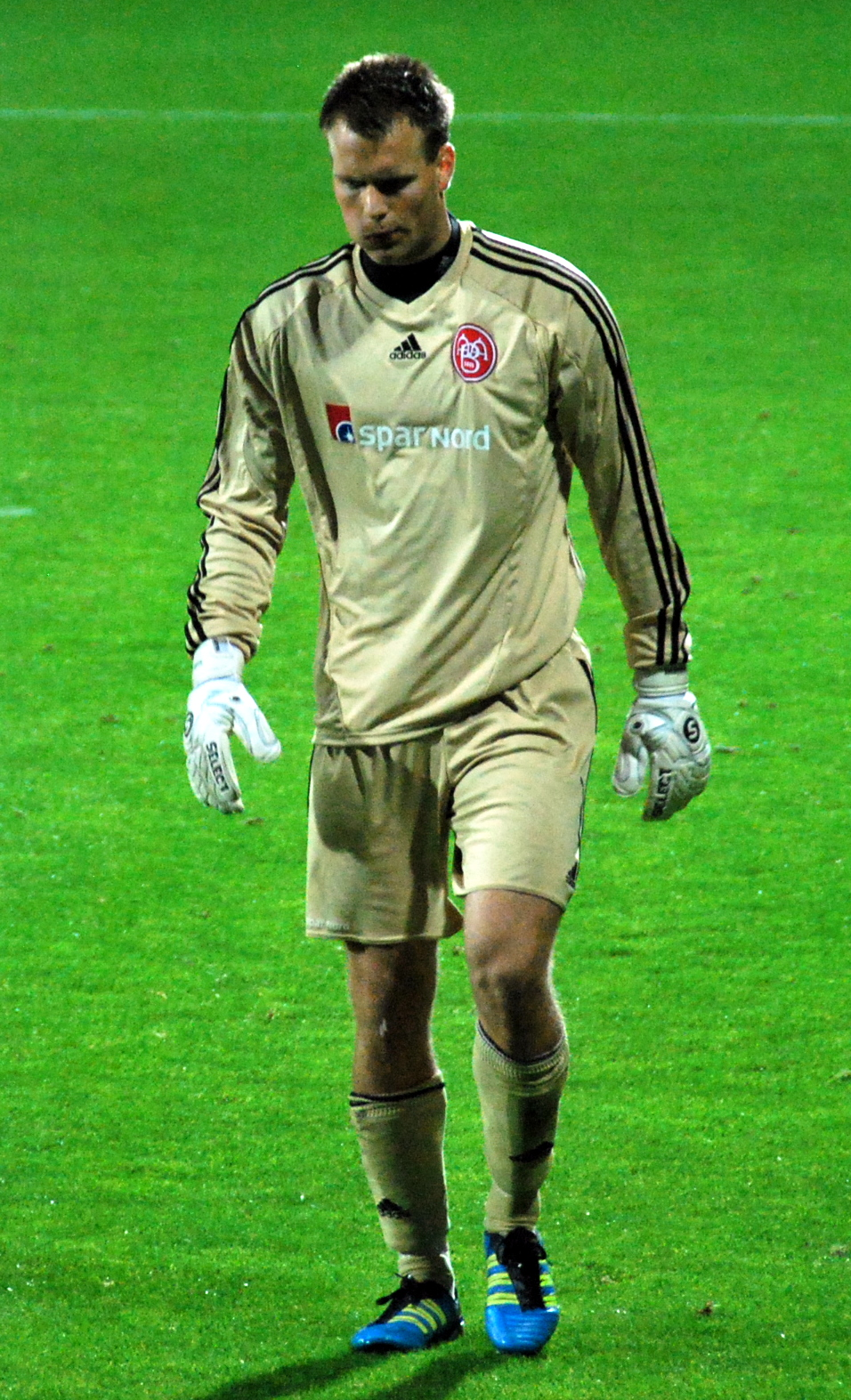
Ларсен в составе «Ольборг»

Ларсен — воспитанник клуба «Люнгбю», в котором он провёл пять лет. В 2010 году Николай перешёл в «Ольборг», где и начал профессиональную карьеру. Первый сезон он просидел на скамейке запасных. 17 июля 2011 года в матче против «Брондбю» Ларсен дебютировал в датской Суперлиге. В 2014 году он помог команде выиграть чемпионат, завоевать Кубок Дании, а также был признан Лучшим вратарём Дании. Летом 2017 года Николай перешёл в «Норшелланн».

## Международная карьера
В сентябре 2014 года Ларсен был вызван в сборную Дании на матчи против сборных Турции и Армении, но на поле так и не вышел.

## Достижения
Командные
 «Ольборг»
- Чемпионат Дании по футболу — 2013/2014
- Обладатель Кубка Дании — 2013/2014

Индивидуальные
- Лучший вратарь Дании — 2014